# Gilberto Mora
Gilberto Rafael Mora Zambrano (Tuxtla Gutiérrez, 14 ottobre 2008) è un calciatore messicano, centrocampista del Club Tijuana.
Con 15 anni e 322 giorni, è il giocatore più giovane ad andare a segno nella prima divisione messicana.

## Caratteristiche tecniche
È un centrocampista offensivo.

## Carriera

### Club
È cresciuto nel settore giovanile del Club Tijuana ed ha debuttato in prima squadra il 19 agosto nell'incontro di Liga MX vinto 3-1 contro il Santos Laguna. Il 31 agosto seguente ha segnato il suo primo gol in carriera decidendo la sfida casalinga contro il León e diventando, a 15 anni e 322 giorni, il più giovane marcatore nella storia della prima divisione messicana.

### Nazionale
Ha giocato con le nazionali giovanili messicane Under-15, Under-16 ed Under-17.
Il 28 giugno 2025 esordisce con la nazionale maggiore nella sfida vinta 2-0 ai quarti di Gold Cup contro l'Arabia Saudita; grazie a questo debutto è diventato, all'età di 16 anni e 257 giorni, il più giovane debuttante nella storia del Messico.

## Statistiche

### Presenze e reti nei club
Statistiche aggiornate al 2 marzo 2025.
| Stagione        | Squadra         | Campionato      | Campionato | Campionato | Coppe nazionali | Coppe nazionali | Coppe nazionali | Coppe continentali | Coppe continentali | Coppe continentali | Altre coppe | Altre coppe | Altre coppe | Totale | Totale | Totale |
| Stagione        | Squadra         | Comp            | Pres       | Reti       | Comp            | Pres            | Reti            | Comp               | Pres               | Reti               | Comp        | Pres        | Reti        | Pres   | Reti   |        |
| --------------- | --------------- | --------------- | ---------- | ---------- | --------------- | --------------- | --------------- | ------------------ | ------------------ | ------------------ | ----------- | ----------- | ----------- | ------ | ------ | ------ |
| 2024-2025       | Club Tijuana    | LMX             | 27+3       | 2          | -               | -               | -               |                    | -                  | -                  | -           | -           | -           | 30     | 2      |        |
| 2025-2026       | Club Tijuana    | LMX             | 2          | 0          | -               | -               | -               | -                  | -                  | -                  | LC          | 0           | 0           | 2      | 0      |        |
| Totale carriera | Totale carriera | Totale carriera | 29+3       | 2          |                 | -               | -               |                    | -                  | -                  |             | 0           | 0           | 32     | 2      |        |

### Cronologia presenze in nazionale
| Cronologia completa delle presenze e delle reti in nazionale ― Messico | Cronologia completa delle presenze e delle reti in nazionale ― Messico | Cronologia completa delle presenze e delle reti in nazionale ― Messico | Cronologia completa delle presenze e delle reti in nazionale ― Messico | Cronologia completa delle presenze e delle reti in nazionale ― Messico | Cronologia completa delle presenze e delle reti in nazionale ― Messico | Cronologia completa delle presenze e delle reti in nazionale ― Messico | Cronologia completa delle presenze e delle reti in nazionale ― Messico |
| Data                                                                   | Città                                                                  | In casa                                                                | Risultato                                                              | Ospiti                                                                 | Competizione                                                           | Reti                                                                   | Note                                                                   |
| ---------------------------------------------------------------------- | ---------------------------------------------------------------------- | ---------------------------------------------------------------------- | ---------------------------------------------------------------------- | ---------------------------------------------------------------------- | ---------------------------------------------------------------------- | ---------------------------------------------------------------------- | ---------------------------------------------------------------------- |
| 28-6-2025                                                              | Glendale                                                               | Messico                                                                | 2 – 0                                                                  | Arabia Saudita                                                         | Gold Cup 2025 - Quarti di finale                                       | -                                                                      | 73’                                                                    |
| 2-7-2025                                                               | Santa Clara                                                            | Messico                                                                | 1 – 0                                                                  | Honduras                                                               | Gold Cup 2025 - Semifinale                                             | -                                                                      | 77’                                                                    |
| 6-7-2025                                                               | Houston                                                                | Stati Uniti                                                            | 1 – 2                                                                  | Messico                                                                | Gold Cup 2025 - Finale                                                 | -                                                                      | 75’                                                                    |
| Totale                                                                 |                                                                        | Presenze                                                               | 3                                                                      |                                                                        | Reti                                                                   | 0                                                                      |                                                                        |

## Palmarès

### Nazionale
- Gold Cup: 1

2025

### Record
- Calciatore più giovane ad avere segnato nella prima divisione messicana (15 anni e 322 giorni).[2]
- Calciatore più giovane ad avere debuttato con il Messico (16 anni e 318 giorni).[6][7][8][9]